# Kidatemba (periodiskt vattendrag)
Kidatemba är ett periodiskt vattendrag i Burundi.   Det ligger i provinsen Cibitoke, i den nordvästra delen av landet, 60 kilometer norr om huvudstaden Bujumbura.
Omgivningarna runt Kidatemba är en mosaik av jordbruksmark och naturlig växtlighet. Runt Kidatemba är det tätbefolkat, med 383 invånare per kvadratkilometer.